# 梅日里奇 (切爾卡瑟州)
49°36′54″N 31°26′3″E / 49.61500°N 31.43417°E

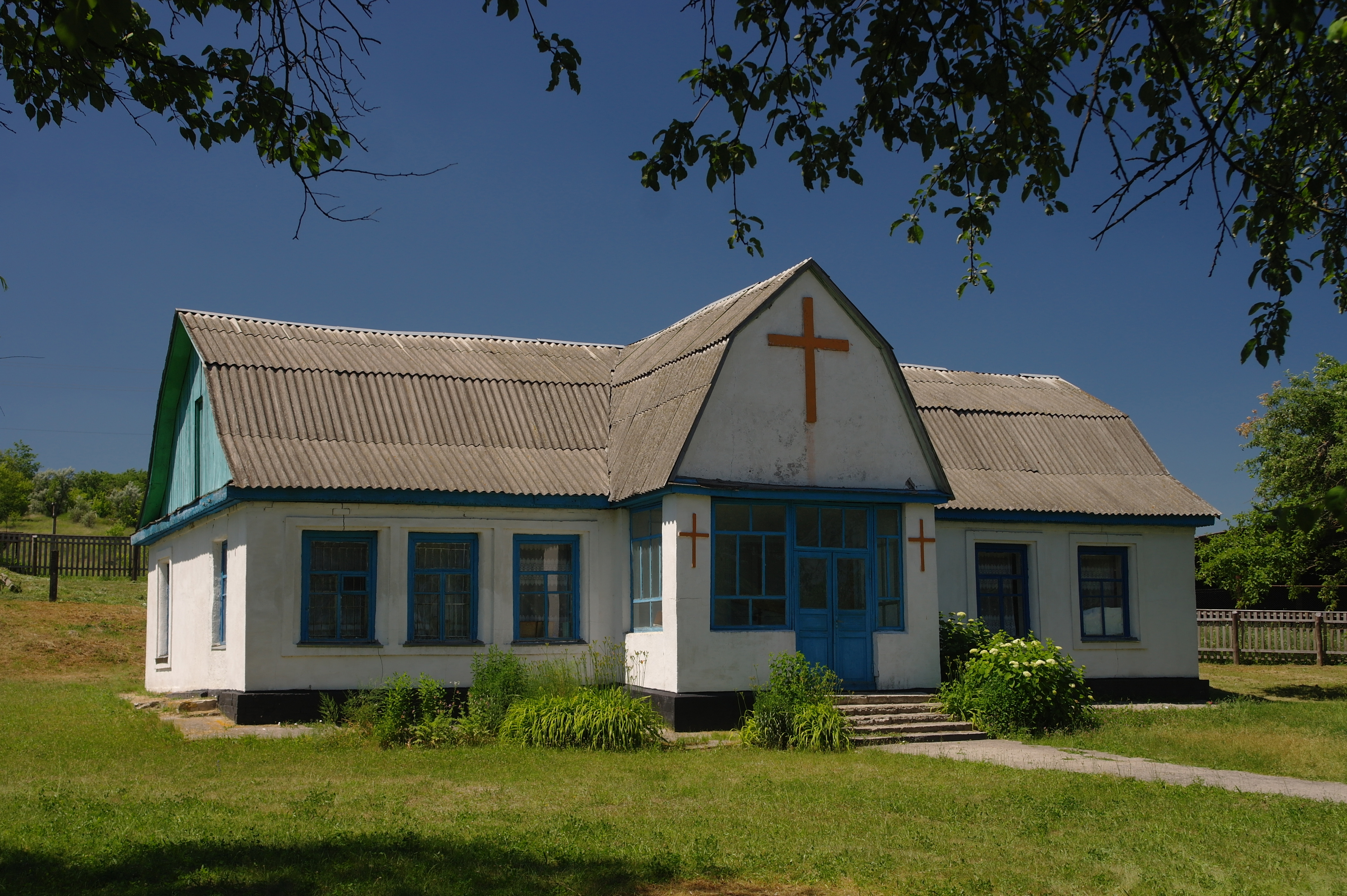

梅日里奇（羅馬化：Mezhyrich）是位於烏克蘭中部的村莊，由切爾卡瑟州切爾卡瑟區的卡尼夫市鎮負責管轄。該村面積2.31平方公里，海拔高度83米，2001年人口904，人口密度每平方公里391人。